# Heluan
Heluan albo Hulwan (arab. حلوان) – miasto położone w muhafazie Kair, około 20 km na południe od centrum Kairu, stolicy Egiptu, na prawym (wschodnim) brzegu Nilu, naprzeciwko ruin z Memfis. Obecnie leży na przedmieściach Kairu.
Było ośrodkiem administracyjnym muhafazy Heluan wydzielonej w kwietniu 2008 roku z muhafazy Kair, lecz zlikwidowanej w kwietniu 2011 roku.
W mieście są również źródła gorącej siarki, Uniwersytet Heluański, obserwatorium astronomiczne oraz odkryta w 1946 r. izba pogrzebowa. Odkryto tu również rozległą nekropolię z czasów I dynastii.
Miasto jest pętlą pierwszej linii kairskiego metra, działa tu także sieć tramwajowa.